# Doloresite
La doloresite è un minerale.